# NGC 5653
NGC 5653 = IC 1026  ist eine Spiralgalaxie vom Hubble-Typ SAb im Sternbild Bärenhüter am Nordsternhimmel. Sie ist rund 162 Millionen Lichtjahre von der Milchstraße entfernt.
Entdeckt wurde das Objekt am 13. März 1785 von William Herschel (als NGC vermerkt) und am 11. Mai 1866 von Truman Safford (alc IC aufgeführt).

## NGC 5653-Gruppe (LGG 383)
| Galaxie   | Alternativname | Entfernung / Mio. Lj |
| --------- | -------------- | -------------------- |
| NGC 5639  | PGC 51730      | 162                  |
| NGC 5653  | PGC 51814      | 162                  |
| NGC 5629  | PGC 51681      | 204                  |
| NGC 5635  | PGC 51706      | 196                  |
| NGC 5641  | PGC 51758      | 197                  |
| NGC 5642  | PGC 51751      | 196                  |
| NGC 5657  | PGC 51850      | 178                  |
| NGC 5659  | PGC 51875      | 203                  |
| NGC 5709  | PGC 52343      | 169                  |
| NGC 5735  | PGC 52535      | 171                  |
| NGC 5672  | PGC 51964      | 161                  |
| IC 4397   | PGC 51073      | 200                  |
| PGC 51589 | UGC 9253       | 178                  |
| PGC 51631 | UGC 9268       | 157                  |
| PGC 51747 | UGC 9302       | 160                  |